# Menjagrà blanc-i-negre
El menjagrà blanc-i-negre (Sporophila luctuosa) és un ocell de la família dels tràupids (Thraupidae).

## Hàbitat i distribució
Habita praderies, vegetació secundària, terres de conreu i cantell de la selva pluvial de les terres baixes de Colòmbia, oest de Veneçuela, est i sud-oest de l'Equador i el centre de Bolívia.